# Every Little Step
Az Every Little Step című kislemez az amerikai R&B énekes, Bobby Brown 4. kimásolt kislemeze a Don’t Be Cruel című második albumról. A dal 3. helyezett volt a Billboard Hot 100-as listán, 1. helyet ért el a Hot Black kislemezlistán, az angol kislemezlistán a 6. helyig jutott 1989-ben. A dal szintén szerepel Brown remix albumán a Dance!...Ya Know It! címűn is. A dalt a 32. Grammy díjkiosztón is jelölték 1990-ben.
A dal maxi cd-n is megjelent 1996-ban, illetve szerepelt a Step Up című film betétdalaként is 2014-ben.

## A videóklip
A klipet Alek Keshishian rendezte. A táncosok fehér háttér előtt táncolnak, a dal címe nagy fehér betűkkel van kirakva a stúdióban. Ezt a videóklip hátteret azóta több előadó is alkalmazta, többek között Cathy Dennis C'mon Get My Love című dalában, az Oaktowns 3.5.7 nevű formáció Yeah Yeah Yeah című 1989-es dalában, a The Boys Crazy című klipjében, illetve a B5 nevű zenekar 2005-ben.

## Megjelenések
12"  MCA 23933
1. Every Little Step (Extended Version) – 7:55
2. Every Little Step (Uptown Mix) – 7:33
3. Every Little Step (Instrumental) – 4:03

7"  MCA 257 563-7
1. Every Little Step – 4:02
2. Every Little Step (With Rap) – 4:12

## Slágerlisták
| Slágerlista (1989)                    | Legmagasabb helyezés |
| ------------------------------------- | -------------------- |
| Ausztrália ARIA Charts                | 8                    |
| Brit kislemezlista                    | 6                    |
| US Billboard Hot 100                  | 3                    |
| US Hot Dance Music/Maxi-Singles Sales | 17                   |
| US Hot Black Singles                  | 1                    |